# Lijst van torpedobootjagerklassen
Dit is een lijst van klassen van torpedobootjagers, gesorteerd op de landen waar ze in dienst zijn of waren.

## Argentinië (Armada de la República Argentina)
- Churrucaklasse — 2 schepen 1927
- Buenos Airesklasse — 7 schepen, 1938, aangepaste versies van de Britse G-klasse
- Herculesklasse — 2 schepen (Zelfde als VK's Type 42 Batch 1)
- Almirante Brownklasse — 4 schepen (MEKO 360 H2)

## Australië (Royal Australian Navy)
- Battleklasse — 2 schepen
- N-klasse — 5 schepen
- Scottklasse — 1 schip[bron?]
- Tribalklasse — 3 schepen
- V en W-klasse — 4 schepen
- Perthklasse — 3 schepen
- Riverklasse — 6 schepen
- Hobartklasse - 3 schepen

## Canada (Canadian Forces Maritime Command)
- Tribalklasse — 7 schepen
- Cr-klasse — 2 schepen
- Valentineklasse — 2 schepen
- Algonquinklasse — 2 schepen
- St Laurentklasse — 7 schepen
- Restigoucheklasse — 7 schepen
- Mackenzieklasse — 4 schepen
- Annapolisklasse — 2 schepen
- Iroquoisklasse — 4 schepen

## Chili (Chileense Marine)
- Almirante Lynch-klasse
- Serrano-klasse - 6 schepen (1929 - 1950's/60's)
- Almirante-klasse - 2 schepen (1960 - 1990's)

## China (Zhōngguó Rénmín Jiěfàngjūn Hǎijūn)
- Anshan-klasse — 4 schepen
- Luda-klasse — 16 schepen
- Luhu-klasse — 2 schepen
- Luhai-klasse — 1 schip
- Sovremenny-klasse — 4 schepen
- GuangZhou-klasse — 2 schepen
- LanZhou-klasse — 2 schepen
- Type 51C-klasse — 2 schepen

## Denemarken (Kongelige Danske Marine)
- Absalon-klasse — 2 schepen
- Thetis-klasse — 4 schepen
- Flyvefisken-klasse — 14 schepen

## Frankrijk (Marine Nationale)
Eerste Wereldoorlog
- Durandal-klasse, 1899, 4 schepen
- Framee-klasse, 1899, 4 schepen
- Rochefortais-klasse of Pertuisane-klasse, 1900, 4 schepen
- Arquebus-klasse, 1902, 20 schepen
- Claymore-klasse, 1905, 13 schepen
- Branlebas-klasse, 1907, 10 schepen
- Spahi-klasse, 1908, 7 schepen
- Voltigeur-klasse, 1908, 2 schepen
- Chasseur-klasse, 1909, 4 schepen
- Bouclier-klasse, 1911, 12 schepen
- Bisson-klasse, 1912, 6 schepen
- Enseigne Roux-klasse, 1915, 3 schepen
- Arabe-klasse, 1917, 12 schepen

Tweede Wereldoorlog
- Chacal-klasse — 6 schepen
- Guépard-klasse — 6 schepen
- Aigle-klasse — 6 schepen
- Vauquelin-klasse — 6 schepen
- Le Fantasque-klasse — 6 schepen
- Mogador-klasse — 2 schepen
- Bourrasque-klasse — 12 schepen
- L'Adroit-klasse — 14 schepen
- Le Hardi-klasse — 8 schepen

Na WO II
- T-47-klasse
- T-53-klasse
- Suffren-klasse — 2 schepen
- Tourville-klasse (F67 type) — 3 schepen
- Horizon-klasse — 2 schepen

## Duitsland (Deutsche Marine)

### Kriegsmarine
- Mowe-klasse
- Zerstörer/Typ 1934
- Zerstörer/Typ 1934 A
- Zerstörer/Typ 1936
- Zerstörer/Typ 1936 A
- Zerstörer/Typ 1936 A (Mob)
- Zerstörer/Typ 1936 B

### Bundesmarine
- Type 101 Hamburg-klasse — 4 schepen
- Type 103 Lütjens-klasse — 3 schepen

## Griekenland (Griekse Marine)

### Koninklijke Griekse Marine (1832-1974)
- Niki-klasses— 4 schepen
- Thyella-klasses— 4 schepen
- Wild Beast-klasses— 4 schepen
- Keravnos-klasse— 2 schepen
- Dardo-klasse— 4 schepen
- Aangepaste G-klassen—2 schepen
- Fletcherklasses— 6 schepen
- Hunt-klasses—8 schepen

### Griekse Marine (1974-heden)
- Gearingklasses—7 schepen
- Charles F. Adams-klasse—4 schepen

## India (Bharatiya Nau Sena)
- Kolkata-klasse — 3 schepen (in aanbouw)
- Delhi-klasse — 3 schepen
- Rajput-klasse — 5 schepen

## Iran (Iraanse Marine)
- Damavand-klasse — 1 schip
- Babrklasse — 2 schepen

## Italië

### Regia Marina
- Palestro-klasse — 4 schepen
- Generale-klasse — 6 schepen
- Curtatone-klasse — 4 schepen
- Sella-klasse — 4 schepen
- Sauro-klasse — 4 schepen
- Turbine-klasse — 8 schepen
- Navigatori-klasse — 12 schepen
- Freccia-klasse — 4 schepen
- Folgore-klasse — 4 schepen
- Maestrale-klasse — 4 schepen
- Oriani-klasse — 4 schepen
- Soldati-klasse — 18 schepen

### Marina Militare
- Impetouso-klasse 2 schepen
- Impavido-klasse 2 schepen
- Audace-klasse — 2 schepen
- Luigi Durand de la Penne-klasse — 2 schepen
- Orizzonte-klasse — 2 schepen

## Mexico
- ARM Netzahualcoyotl (D-102)
- ARM Manuel Azueta (D-111)

## Japan

### Keizerlijke Japanse Marine

#### Russisch-Japanse Oorlog
- Ikazuchi-klasse — 5 schepen
- Murakumo-klasse — 5 schepen
- Shirakumo-klasse — 2 schepen
- Akatsuki-klasse — 2 schepen
- Harusame-klasse — 7 schepen

#### Eerste Wereldoorlog
- Asakaze-klasse — 32 schepen
- Umikaze-klasse — 2 schepen
- Sakura-klasse — 3 schepen
- Kaba-klasse — 10 schepen
- Momo-klasse — 4 schepen

#### Tweede Chinees-Japanse Oorlog
- Enoki-klasse — 6 schepen
- Isokaze-klasse — 4 schepen
- Tanikaze-klasse — 2 schepen

#### Tweede Wereldoorlog
- Urakaze-klasse — 2 schepen
- Minekaze-klasse — 15 schepen
- Momi-klasse — 21 schepen
- Wakatake-klasse — 8 schepen
- Kamikaze-klasse — 9 schepen
- Mutsuki-klasse — 4 schepen
- Fubuki-klasse — 20 schepen
- Akatsuki-klasse — 4 schepen
- Hatsuharu-klasse — 6 schepen
- Shiratsuyu-klasse — 10 schepen
- Asashio-klasse — 10 schepen
- Kagero-klasse — 18 schepen
- Akitsuki-klasse — 13 schepen
- Yugumo-klasse — 20 schepen
- Shimakaze-klasse — 1 schepen
- Matsu-klasse — 18 schepen
- Tachibana-klasse — 23 schepen

### Japanse Maritieme Zelfverdedigingsmacht
- Harukaze-klasse — 2 schepen
- Ayanami-klasse — 7 schepen
- Murasame (oud)-klasse — 3 schepen
- Akizuki-klasse — 2 schepen
- Yamagumo-klasse — 6 schepen
- Amatsukaze-klasse — 1 schip
- Takatsuiki-klasse — 4 schepen
- Minegumo-klasse — 3 schepen
- Haruna-klasse — 2 schepen
- Tachikaze-klasse — 3 schepen
- Shirane-klasse — 2 schepen
- Hatsuyuki-klasse — 11 schepen
- Hatakaze-klasse — 2 schepen
- Asagiri-klasse — 8 schepen
- Kongō-klasse — 4 schepen
- Murasame-klasse — 9 schepen
- Takanami-klasse — 3 schepen + 2 build(2004)
- Atago-klasse — 2 schepen building

## Nederland (Koninklijke Marine)
- Hollandklasse — 4 schepen
- Frieslandklasse — 8 schepen
- Gerard Callenburghklasse — 4 schepen (2 voltooid)
- Admiralenklasse — 8 schepen
- Wolfklasse — 8 schepen

## Noorwegen (Kongelige Norske Marine)
- Draug-klasse — 3 schepen
- Sleipner-klasse — 6 schepen

## Peru (Peruviaanse marine)
- Fletcherklasse — 2 schepen
- Daring-klasse — 2 schepen
- Hollandklasse — 1 schip
- Frieslandklasse — 7 schepen

## Polen (Marynarka Wojenna)
- Wicher-klasse — 2 schepen
- Grom-klasse — 2 schepen
- G en H-klasse — 1 schip
- L en M-klasse — 1 schip
- N-klasse — 1 schip
- Hunt (Batch III)-klasse — 3 schepen
- Project 30-klasse — 2 schepen
- Kotlin-klasse (project 56) — 1 schip
- Kashin-klasse (project 61) — 1 schip

## Portugal(Marinha Portuguesa)
- Guadiana-klasse — 4 schepen
- Vouga-klasse — 7 schepen

## Rusland/USSR (Voyenno- Morskoy Flot)

### Keizerlijke Russische Marine
- Sokol-prototype-klasse (Prytky) — 1 schip 1895
- Sokol-klasse — 31 schepen 1900-1908
- Leytenant Burakow (ex-China)-klasse — 1 schepen 1900
- Kit-klasse — 4 schepen 1900
- Forel-klasse — 5 schepen 1901-1902
- Som-klasse — 1 schepen 1900
- Boyky-klasse — 9 schepen 1900-1904
- Gromky-klasse — 13 schepen 1905-1907
- Leytenant Burakow-klasse — 11 schepen 1905-1906
- Injener-mekhanik Zverev-klasse — 12 schepen 1906-1908
- Finn-klasse — 4 schepen 1905-1906
- Vsadnik-klasse — 4 schepen 1906-1907
- Okhotnik-klasse — 4 schepen 1906
- Ukrayna-klasse — 8 schepen 1905-1907
- Leytenant Shestakov-klasse — 4 schepen 1909
- Novik-klasse — 1 schepen 1913
- Derzky-klasse — 9 schepen 1914-1915
- Orfey-klasse — 16 schepen 1914-1915
- Fidonisy-klasse — 8 schepen 1917-1925
- Izijaslav-klasse — 3 schepen 1917-1927

### Sovjet Marine
- Leningrad-klasse (project 1) (Flottielje Leider) — 3 schepen 1936-1939
- Minsk-klasse (project 38) (Flottielje Leider) — 3 schepen 1938-1940
- Tashkent-klasse (project 20) (Flottielje Leider) — 1 schip 1941
- Gnevny-klasse (project 7) — 28 schepen 1938-1942
- Soobrazitelny-klasse (project 7U) — 18 schepen 1939-1941
- Opitny-klasse (project 45) — 1 schip 1941
- Zhivushiy-klasse — 9 schepen 1944
- Likhoy-klasse — 2 schepen 1944
- Legky-klasse — 2 schepen 1944
- Ognevoy-klasse (project 30) — 1 schip 1945
- Osmotritelny-klasse (project 30K) — 10 schepen 1947-1950
- Prytky-klasse — 2 schepen 1949
- Prochny-klasse — 1 schip 1949
- Provorny-klasse — 1 schip 1949
- Soldati-klasse — 5 schepen 1949
- Skoryy-klasse (project 30-bis) — 70 schepen 1949-1953
- Neustrashimy-klasse(project 41) — 1 schip 1955
- Kotlin (NATO)-klasse (project 56) — 26 schepen 1955-1956
- Kildin (NATO)-klasse (project 56EM) — 1 schepen 1958
- Kildin (NATO)-klasse (project 56M) — 4 schepen 1958-60
- Krupny (NATO)-klasse (project 57-bis) — 8 schepen 1960-61 - see Kanin-klasse
- Kashin (NATO)-klasse (BPK - Big Antisubmarine schip) (project 61) — 20 schepen 1962
- Kashin (NATO)-klasse (BPK - Big Antisubmarine schip)(project 61ME) — 5 schepen 1979-1986
- Kronshtadt-klasse (BPK - Big Antisubmarine schip) (project 1134-A) — 10 schepen 1969-1978
- Nikolayev-klasse (BPK-Big Antisubmarine schip) (project 1134-B) — 7 schepen 1971-1979- zie Kara-klasse
- Sovremenny-klasse (project 956) — 17 schepen 1980-1993
- Udaloy-klasse (BPK - Big Antisubmarine schip) (project 1155) — 16 schepen 1980-1996

## Zuid-Korea
- Gwanggaeto the Great-klasse (KD-I-klasse) 3 schepen
- Chungmugong Yi Sunshin-klasse (KD-II-klasse) 4 schepen, 2 schepen in aanbouw
- KDX-III-klasse 2 schepen , 1 schip gepland

## Spanje (Armada Española)
- Destructor-klasse — 1 schip 1887
- Furor-klasse — 6 schepen 1897-98
- Bustamante-klasse — 3 schepen 1914-17
- Alsedo-klasse — 3 schepen 1924-25
- Churruca-klasse — 16 schepen 1927-37 (2 verkocht aan Argentinië)
- Teruel-klasse — 2 schepen 1937
- Ceuta-klasse — 2 schepen 1937
- Liniers-klasse — 2 schepen 1951
- Audaz-klasse — 9 schepen 1953-65
- Lepanto-klasse (ex Fletcherklasse) — 5 schepen 1957-60
- Oquendo-klasse — 3 schepen 1963-70
- Churruca-klasse (ex Gearingklasse) — 5 schepen 1972-73

## Zweden
- Göteborg-klasse
- Mode-klasse
- Oland-klasse
- Halland-klasse
- Östergotland-klasse

## Republiek China (Taiwan) (Zhōnghuá Mínguó Hǎijūn)
- Chao Yang-klasse — 14 schepen
- Lo Yang-klasse — 8 schepen
- Heng Yang-klasse — 4 schepen

## Turkije (Türk Deniz Kuvvetleri)
- Adatepe-klasse — 2 schepen
- Tinaztepe-klasse — 2 schepen
- Demirhisar-klasse — 4 schepen

## Verenigd Koninkrijk (Royal Navy)

### Torpedobootjagers
- A-klasse;
  - Havock-klasse — 2 schepen, 1893
  - Daring-klasse — 2 schepen, 1893–1894
  - Ariel-klasse — 3 schepen, 1894–1895
  - Charger-klasse — 3 schepen, 1894
  - Haughty-klasse — 2 schepen, 1895
  - Janus-klasse — 3 schepen, 1895
  - Snapper-klasse — 2 schepen, 1895
  - Banshee-klasse — 5 schepen, 1893–1894
  - Fervent-klasse — 2 schepen, 1895
  - Conflict-klasse — 3 schepen, 1894–1895
  - Handy-klasse — 3 schepen, 1895
  - Opossum-klasse — 3 schepen, 1895
  - Rocket-klasse — 3 schepen, 1894
  - Sturgeon-klasse — 3 schepen, 1894–1895
  - Swordfish-klasse — 2 schepen, 1895
- B-klasse
  - Quail-klasse — 4 schepen, 1895
  - Earnest-klasse — 6 schepen, 1896–1897
  - Spiteful-klasse — 2 schepen, 1899
  - Myrmidon-klasse — 2 schepen, 1900
- C-klasse
  - Star-klasse — 6 schepen, 1896–1897
  - Avon-klasse — 3 schepen, 1896–1897
  - Brazen-klasse — 4 schepen, 1896–1898
  - Violet-klasse — 2 schepen, 1897
  - Mermaid-klasse — 2 schepen, 1897–1898
  - Gipsy-klasse — 3 schepen, 1897
  - Bullfinch-klasse — 3 schepen, 1898
  - Fawn-klasse — 6 schepen, 1897–1899
  - Falcon-klasse — 2 schepen, 1899–1900
  - Greyhound-klasse — 3 schepen, 1900–1901
  - Thorn-klasse — 3 schepen, purchased 1901
  - Hawthorn special type — 2 schepen, 1899,
  - Thornycroft special — 1 schip, 1898
  - Armstrong-Whitworth special, — 1 schip, 1900
- D-klasse;
  - Desperate-klasse — 4 schepen, 1896
  - Angler-klasse — 2 schepen, 1897
  - Coquette-klasse — 3 schepen, 1897–1898
  - Stag special type — 1 schip, 1899
- Taku type — 1 schip, 1900, ex-Chinese prijs

### Conventionele jagers
- River or E-klasse — 33 schepen, 1903–1905
- Tribal of F-klasse — 13 schepen, 1907–1909
- Beagle of G-klasse — 16 schepen, 1909–1910
- Acorn of H-klasse — 20 schepen, 1910–1911
- Acheron of I-klasse — 23 schepen, 1910–1915
- Acasta of K-klasse — 20 schepen, 1912–1913
- Swift type — 1 schip, 1907,
- Laforey of L-klasse — 22 schepen, 1913–1915
- Arno type — 1 schip, 1914, ex-Portugese aankoop
- Admiralty M-klasse — 74 schepen, 1914–1917
- Hawthorn M-klasse — 2 schepen, 1915
- Yarrow M-klasse — 10 schepen, 1914–1916
- Thornycroft M-klasse — 6 schepen, 1914–1916
- Talisman-klasse — 4 schepen, 1914–1916, ex-Turkse aankopen
- Medea-klasse — 4 schepen, 1915, ex-Griekse aankopen
- Faulknor-klasse — 4 schepen, 1914, ex-Chileense aankopen
- Marksman-klasse — 7 schepen, 1915–1916
- Anzac-klasse — 6 schepen, 1916–1917
- Admiralty R-klasse — 39 schepen, 1916–1917
- Yarrow Later M-klasse — 7 schepen, 1916–1917
- Thornycroft R-klasse — 5 schepen, 1916–1917
- Admiralty modified R-klasse — 11 schepen, 1916–1917
- Admiralty S-klasse — 55 schepen, 1916–1924
- Yarrow S-klasse — 7 schepen, 1917–1919
- Thornycroft S-klasse — 5 schepen, 1917–1919
- Admiralty V-klasse — 28 schepen, 1916–1918
- Admiralty W-klasse — 19 schepen, 1916–1918
- Thornycroft V and W-klasse — 4 schepen, 1918
- Thornycroft modified W-klasse — 2 schepen, 1918–1924
- Admiralty modified W-klasse — 15 schepen, 1918–1922
- Admiralty type leider — 8 schepen, 1917–1919
- Thornycroft type leider of Shakespeare-klasse — 5 schepen, 1917–1921
- Ambuscade type — 1 schip, 1926, Yarrow prototype
- Amazon type — 1 schip, 1926, Thornycroft prototype
- Interbellum standaard-klassen
  - A-klasse — 9 schepen, 1928–1931
  - B-klasse — 9 schepen, 1929–1931
  - C-klasse — 5 schepen, 1930–1934
  - D-klasse — 9 schepen, 1931–1933
  - E-klasse — 9 schepen, 1933–1934
  - F-klasse — 9 schepen, 1933–1935
  - G-klasse — 9 schepen, 1934–1936
  - H-klasse — 9 schepen, 1935–1937
  - I-klasse — 9 schepen, 1936–1937
  - ex-Braziliaanse H-klasse — 6 schepen, 1938–1940
  - ex-Turkse I-klasse — 2 schepen, 1939–1941
- Tribalklasse (1936) — 27 schepen, 1936–1944
- J, K en N-klasse — 24 schepen, 1938–1941
- Hunt-klasse — 83 schepen (20 Type I, 33 Type II, 28 Type III, 2 Type IV), 1939–1942, "escorte jagers"
- L en M-klasse — 16 schepen, 1939–19
- Town-klasse — 50 schepen van drie klassen van United States Navy torpedobootjagers, gebouwd in 1917–1920, overgedragen in 1940
- Tweede Wereldoorlog
  - O en P-klasse — 16 schepen, 1941–1942
  - Q en R-klasse — 16 schepen, 1941–1942
  - S en T-klasse — 16 schepen, 1942–1943
  - U en V-klasse — 16 schepen, 1942–1943
  - W en Z-klasse — 16 schepen, 1943–1944
  - C-klasse — 32 schepen, (8 Ca-, 8 Ch-, 8 Co-, 8 Cr-), 1943–1945
- Battle-klasse — 23 schepen (16 Group I, 7 Group II), 1943–1946
- Weapon-klasse — 4 schepen, 1945–1946
- Daring-klasse — 8 schepen, 1949–1952

### Geleidewapenjagers
- County-klasse — 8 schepen (4 Batch I, 4 Batch II), 1961–1967
- Type 82 — 1 schip, 1969
- Type 42 — 14 schepen (6 Sheffield, 4 Exeter, 4 Manchester), 1971–1983
- Type 45 — 8 schepen, scheduled for commissioning 2007–2014

## Verenigde Staten van Amerika (United States Navy)
Zie ook: lijst van torpedobootjagers van de Amerikaanse marine
- Bainbridgeklasse — 13 schepen, 1900–1902
- Truxtunklasse — 3 schepen, 1901
- Smithklasse — 5 schepen, 1908–1909
- Pauldingklasse — 21 schepen, 1909–1912
- Cassinklasse — 8 schepen, 1912–1913
- O'Brienklasse — 6 schepen, 1914–1915
- Tuckerklasse — 6 schepen, 1915
- Sampsonklasse — 6 schepen, 1916
- Caldwellklasse — 6 schepen, 1917–1918
- Wickesklasse — 111 schepen, 1917–1919
- Clemsonklasse — 164 schepen, 1919–1921
- Farragutklasse (1934) — 8 schepen, 1934–1935
- Porterklasse — 8 schepen, 1935–1936
- Mahanklasse — 18 schepen, 1936–1936
- Gridleyklasse — 4 schepen, 1936–1938
- Bagleyklasse — 8 schepen, 1936–1937
- Somersklasse — 5 schepen, 1937–1938
- Benhamklasse — 10 schepen, 1938–1939
- Simsklasse — 12 schepen, 1938–1939
- Gleavesklasse — 66 schepen, 1938–1943
- Bensonklasse — 30 schepen, 1939–1943
- Fletcherklasse — 175 schepen, 1942–1944
- Allen M. Sumnerklasse — 58 schepen, 1943–1944
- Gearingklasse — 98 schepen, 1944–1946
- Mitscherklasse — 4 schepen, 1952
- Forrest Shermanklasse — 18 schepen, 1956–1958
- Farragutklasse (1958) — 10 schepen, 1958–1960
- Charles F. Adamsklasse — 23 schepen, 1959–1963
- Spruanceklasse — 30 schepen, 1973–1979
- Kiddklasse, aangepaste Spruance'klasse — 4 schepen, 1979–1982
- Arleigh Burkeklasse — 36 schepen, 1989– (Meer schepen worden gebouwd, of zijn gepland)
- Zumwaltklasse — (Schepen in aanbouw of gepland)

## Voormalig Joegoslavië
- Dubrovnik
- Beograd-klasse
- Split

## Venezuela
- Nueva Esparta-klasse — 3 schepen
- Almirante Clemente-klasse — 6 schepen